# IC 4374
IC 4374 — галактика типу E-S0 (еліптична спіральна галактика) у сузір'ї Гідра.
Цей об'єкт міститься в оригінальній редакції індексного каталогу.